# Cernicova
Cernicova o Zernicovaz (in croato Črnikovac) è un isolotto disabitato della Croazia situato a sudovest dell'isola di Isto.
Amministrativamente appartiene alla città di Zara, nella regione zaratina.

## Geografia
Cernicova si trova 285 m a sudovest dell'isola di Isto, poco a ovest di punta Benussi (rt Benuš), e 2,225 km a ovest di Melada. Nel punto più ravvicinato, punta Darchio (Artić) nel comune di Brevilacqua, dista dalla terraferma 28,2 km.
Cernicova è un isolotto di forma ovoidale, più stretto nella parte orientale e orientato in direzione nord-nordovest-sud-sudest, che misura 310 m di lunghezza e 155 m di larghezza massima. Ha una superficie di 0,0378 km² e uno sviluppo costiero di 0,791 km. Al centro, raggiunge un'elevazione massima di 16 m s.l.m..

### Isole adiacenti
- Oliveto (Maslinjak), isolotto rettangolare situato 645 m a sud di Cernicova.
- Petroso (Kamenjak), isolotto triangolare situato 910 m a sudest di Cernicova.
- Scoglio Benussi (Benušić), scoglio rotondo situato nei pressi della punta omonima su Isto e 960 m a est di Cernicova.
- Scoglio Funestrara[13][14] (hrid Funestrala), piccolo scoglio irregolare situato 575 m a est di Dossaz e 960 m a sud-sudovest di Cernicova. È lungo 50 m[15] e largo 30 m[16]. Ha una superficie di 554 m²[3]. 44°15′08.2″N 14°44′39.5″E

### Cartografia
- (HR) Mappa topografica della Croazia 1:25000, su preglednik.arkod.hr.